# Richard H. Stallings
Richard Howard Stallings (ur. 7 października 1940) – amerykański polityk, członek Partii Demokratycznej. W latach 1985–1993 był przedstawicielem drugiego okręgu wyborczego w stanie Idaho w Izbie Reprezentantów Stanów Zjednoczonych.